# Oliver Neuville
Oliver Neuville (Locarno, 1 mei 1973) is een Zwitsers-Duits voormalig betaald voetballer van Italiaanse afkomst.

## Clubcarrière
Hij tekende in juni 2010 een eenjarig contract bij Arminia Bielefeld Een maand eerder maakte hij bekend te stoppen met zijn profcarrière, maar daar kwam hij voor Bielefeld op terug.
Neuville is de zoon van een Duitse vader en een Italiaanse moeder. Hij speelde vanaf het seizoen 1991/92 tot en met 2009/10 in 522 competitiewedstrijden voor achtereenvolgens FC Locarno, Servette FC, CD Tenerife, Hansa Rostock, Bayer 04 Leverkusen en Borussia Mönchengladbach. Hij werd 69 keer geselecteerd voor het Duits voetbalelftal, waarmee hij het WK 2002, WK 2006 en EK 2008 meemaakte.
Aanvaller Neuville werd in 1994 voor de eerste en laatste keer landskampioen toen hij met Servette de titel van Zwitserland won. Met Bayer Leverkusen werd hij in zowel 1999, 2000 als 2002 tweede in de Bundesliga. De eerste twee keer achter FC Bayern München en de derde keer achter Borussia Dortmund. Op 7 december 2010 besloot hij een punt te zetten achter zijn carrière.

## Interlandcarrière
Neuville speelde zijn eerste interland op 2 september 1998 tegen Malta. Met Duitsland haalde hij in 2002 de WK-finale tegen Brazilië, waarin hij van begin tot eind speelde (0-2 voor Brazilië). Vier jaar later won Neuville met Duitsland WK-brons, toen de Duitsers in de halve finale werden uitgeschakeld door Italië (0-2) en vervolgens de troostfinale met 3-1 wonnen van Portugal. Neuville verloor op het EK 2008 nog een finale met de nationale ploeg, dit keer met 0-1 van Spanje. Deze keer speelde hij zelf daarin geen seconde.
| WK-statistieken                  | Club                     | Positie   | W |   |   | D | A |   |   |   |
| -------------------------------- | ------------------------ | --------- | - | - | - | - | - | - | - | - |
| Duitsland op het WK voetbal 2006 | Borussia Mönchengladbach | aanvaller | 1 | 1 | 0 | 0 | 0 | 0 | 0 | 0 |

## Erelijst
Servette FC
- Zwitsers landskampioen

1994
 Borussia Mönchengladbach
- 2. Bundesliga

2008